# Jonathan Wiesen
Jonathan Wiesen (geboren 26. Juni 1968 in Cambridge (Massachusetts)) ist ein US-amerikanischer Historiker.

## Leben
Jonathan Wiesen ist ein Sohn des klassischen Philologen und Hochschullehrers David Stanley Wiesen und der Ellen E. Cohen. Er heiratete 2001 Natasha P. Zaretsky.
Wiesen studierte 1988 an der University of Sussex und machte 1990 einen B.A. an der University of California, Berkeley und 1991 einen M.A. an der Brown University. Er promovierte 1998 an der Brown University. Seine Dissertation über die Methoden, mit denen die Wirtschaftsführer in der Bundesrepublik ihre Nazi-Vergangenheit bewältigten, erhielt 2002 den Hagley Prize in Business History.
Wiesen lehrte als Assistant Professor an der Southern Illinois University und wurde Professor an der University of Alabama at Birmingham.

## Schriften (Auswahl)
- West German Industry and the Challenge of the Nazi Past, 1945–1955. Chapel Hill, NC : Univ. of North Carolina Press, 2001
- Pamela E. Swett, S. Jonathan Wiesen, Jonathan R. Zatlin (Hrsg.): Selling Modernity: Advertising in 20th Century Germany. Durham, NC : Duke Univ. Press, 2007
- Creating the Nazi Marketplace: Commerce and Consumption in the Third Reich. Cambridge : Cambridge Univ. Press, 2011
- Die Verteidigung der deutschen Wirtschaft: Nürnberg, das Industriebüro und die Herausbildung des Neuen Industriellen. In: Kim C. Priemel, Alexa Stiller (Hrsg.): NMT – Die Nürnberger Militärtribunale zwischen  Geschichte, Gerechtigkeit und Rechtschöpfung. Hamburg : Hamburger Edition, 2013, ISBN 978-3-86854-577-7.